# Beware the Batman
Beware the Batman, traducido literalmente como Cuidado con Batman en Latinoamérica, es una serie estadounidense de animación basada en el superhéroe de DC Comics Batman. Se estrenó en Estados Unidos en Cartoon Network el 13 de julio de 2013, como parte de su bloque DC Nation. Se trata de la sustitución de Batman: The Brave and the Bold. Beware the Batman es producida por Warner Bros. Animation.
Beware the Batman fue sacada de la programación de Cartoon Network y puesta en pausa el 23 de octubre de 2013, sin explicación. La serie volvió a la señal estadounidense de Cartoon Network a través del bloque Toonami de Adult Swim el 10 de mayo de 2014 a las 03:00 AM. Está planeado transmitir completamente los 26 episodios.

## Trama
En su lucha contra el crimen Batman se une a Katana y su pistolero, exagente secreto, mayordomo Alfred Pennyworth para enfrentar el mundo criminal de Ciudad Gótica dirigido por Anarquía, Profesor Pyg, Mister Toad, King Kraken, Humpty Dumpty, Magpie y Ra's al Ghul. Anarquía, en particular, es el principal antagonista de la serie.

## Producción
Antecedentes
Después que Batman: The Brave and the Bold terminó en noviembre de 2011, una nueva serie entró en producción, para que Batman pudiese volver a tono «más serio». Cuando la serie fue presentada por primera vez se anunció que se introducirían los villanos menos conocidos. Por ejemplo el Profesor Pyg y Mr. Toad, dos de los villanos de «Batman y Robin», el cómic escrito por Grant Morrison. Sam Register explicó: «Fuimos a la biblioteca de villano y sacamos algunos otros villanos» y el estudio no quería hacer otra serie con el Joker. 
Batman recibe en esta serie un nuevo compañero, Katana (miembro del grupo Outsiders). Sam Register, al respecto, comentó que «Katana va a ser su nuevo Robin, pero no necesariamente». 
La serie ha sido animada por computadora en un formato de animación CGI, similar a Linterna Verde: La serie animada. El CGI ha sido descrito como «de vanguardia».
Mitch Watson, coproductor de Cuidado con Batman, explicó que el equipo detrás de la serie se buscó que el Batman que se mostraría en la serie «(...) está en el comienzo de su carrera, en sus primeros cinco a seis años, con 30 años. (...) Queríamos darle a Bruno Díaz la forma de un tipo altruista, que utiliza a su empresa tratando de hacer el bien. El sector privado de Bruno es más chico introspectivo que realmente sólo se ocupa de Alfred, y Alfred en el comienzo de la serie es realmente la única persona que ve ese lado de Bruno Díaz. Él está tranquilo, que es un poco obsesivo acerca de las cosas particulares».
A raíz de la masacre de Aurora de 2012, que ocurrió durante una exhibición de The Dark Knight Rises se anunció que el contenido de la serie sería alterado a fin de que las armas de fuego en el show lucieran menos realistas.
A fin de promover la serie, Warner Bros. lanzó un tráiler un mes antes del estreno del primer capítulo, presentando secuencias de acción de los primeros tres episodios, destacando a Batman, Professor Pyg y Toad, Magpie y Anarquía.
El tema de apertura del show fue compuesto por la banda de indie rock The Dum Dum Girls.

## Recepción
Los anuncios iniciales de la serie fueron acompañados por afiches artísticos promocionales que no estaban destinados a ser lanzados al público, los que mostraban a Alfred como un «mayordomo pistolero». Esto molestó a los fanáticos de Batman, quienes rechazaban la idea de que Alfred usara armas letales, en contra de los principios de Batman. En respuesta a las críticas, el productor de la serie, Glen Murakami, reconoció que ese póster fue una representación poco exacta de lo que sería el personaje en realidad. Explicó que el afiche estaba destinado a mostrar una toma de acción de los personajes de la serie, por lo que intencionalmente dibujaron así a Alfred. «No puedes tener una pose de acción de un sujeto parado con una bandeja», dijo Murakami. Mitch Watson también hizo notar el problema que generaría el que Alfred pelease al lado de Batman, pues en tanto éste es reconocido como el mayordomo de Bruce Wayne, revelaría la identidad de Batman. 